# Tomohisa Yamashita

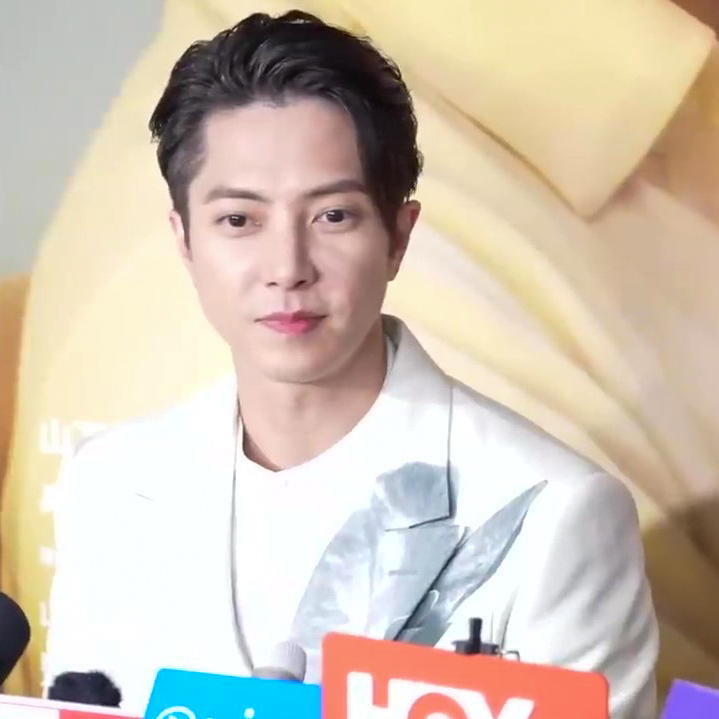
Tomohisa Yamashita, 2023

Tomohisa Yamashita (jap. 山下 智久, Yamashita Tomohisa; * 9. April 1985 in der Präfektur Chiba, Japan) von Fans oft YamaP (山ピー oder 山P) genannt, ist ein japanischer Sänger und Schauspieler. Er stand von 1996 bis 2020 bei Johnny & Associates unter Vertrag und war dort auch der Idol Band NEWS angehörig. Aktuell ist er bei Westbrook Entertainment tätig.

## Biografie
Tomohisa Yamashita gab in einem Interview an, dass er sich entschloss, bei Johnny's vorsprechen zu wollen, da er unbedingt in Dorama spielen wollte. Ermutigt wurde er dazu, als er Hideaki Takizawa (jetzt bei Tackey & Tsubasa), der schon sehr jung seine ersten Fernsehauftritte hatte, im Fernsehen sah. Tomohisa stieg 1996 mit 11 Jahren unter dem Namen Tomohisa Yamashita bei Johnny's ein. Dieser ist nicht sein Geburtsname.
In seiner Johnny's Junior Zeit, also bevor er mit NEWS offiziell debütierte, war er Mitglied der Gruppen B.I.G. und Four Tops. Letztere bestand aus ihm sowie Toma Ikuta, Jun Hasegawa und Shunsuke Kazama. Mit ihnen begann er 2002 die Johnny's Junior Fernsehsendung Shōnen Club zu moderieren.
Gleich nachdem er bei Johnny's eintrat, nahm er auch seine Schauspielkarriere in Angriff. 2000 spielte er im Dorama Ikebukuro West Gate Park. Im selben Jahr wurde er zum ersten Mal bei den Annual Junior Awards von Johnny's als Best Boyfriend und Most beautiful gewählt.
Im September 2003 wurden neben ihm 8 weitere Mitglieder der Junior's gewählt, um anlässlich des Volleyball Worldcups 2003 eine Gruppe zu bilden und das Titellied für die WM zu singen. Four Tops wurden infolgedessen aufgelöst. Zuerst nur für einen Monat geplant, waren NEWS so erfolgreich, dass die Gruppe bestehen blieb. Seit ihrem offiziellen Debüt am 12. Mai 2004 haben es NewS als Band neben KAT-TUN und den Kinki Kids geschafft, alle ihre Singles auf den ersten Platz der Oricon-Charts zu manövrieren.
Im Oktober 2005 bildeten Yamashita sowie KAT-TUNs Kazuya Kamenashi anlässlich des Doramas Nobuta. o Produce, in dem sie beide spielten, die Gruppe Shuji to Akira (修二と彰). In dieser Formation brachten sie die erfolgreiche Single Seishun Amigo (青春アミーゴ) heraus, die in 4 Wochen über 1 Mio. Mal verkauft wurde. Diese Single war die am häufigsten verkaufte Scheibe in den Oricon Yearly Single Rankings im Jahr 2005.
NEWS wurden für eine Zeit lang suspendiert, da zwei minderjährige Mitglieder Alkohol getrunken hatten. Mitgliedern, die nicht beteiligt gewesen sind, wurde erlaubt, eigene Aktivitäten aufzunehmen.
2006 erhielt Yamashita die Hauptrolle in der Dorama-Adaption des Manga Kurosagi. Als Titellied für dieses Dorama veröffentlichte er als Solosänger unter seinem eigenen Namen die Single Daite Señorita, welche ebenfalls die Oricon-Charts toppte.
Im Herbst 2006 wurde die Gruppe Kitty GYM gegründet, welche aus Golf, Mike, Yamashita sowie den Junior's Kitayama Hiromitsu (Kiss-my-ft2), Inō Kei (Hey!Say!Jump), Totsuka Shōta (A.B.C.-Z) und Yaotome Hikaru (Hey!Say!Jump) bestand. Sie sollten die japanische Volleyball Frauenmannschaft unterstützen und veröffentlichten als GYM im August die Single Fever to Future.
Anlässlich der Reunion von NEWS kehrte Yamashita als Mitglied zurück. Ihren ersten Auftritt hatten sie am 31. Dezember 2006 bei dem Silvesterauftritt Johnny's Countdown 2006-2007.
2007 baute Yamashita seine Schauspielkarriere weiter aus mit Hauptrollen im Dorama Byakkotai neben KAT-TUNs Koki Tanaka und Taisuke Fujigaya von Kiss-my-ft2 und in Proposal Daisakusen. Anfang 2008 kam der Film zum Dorama Kurosagi mit Yamashita in die japanischen Kinos.
Seitdem hat er in einer Reihe Dramen mitgespielt. Eine seiner erfolgreichsten Rollen ist die des Arztes Aizawa Kousaku in Code Blue, die er im Laufe von zehn Jahren in drei Staffeln und einem Film (2018) wiederholt gespielt hat. 2017 haben sich Tomohisa Yamashita und Kazuya Kamenashi erneut zusammengetan, diesmal als Kame to YamaP, um den Titelsong des Dramas Boku, Unmei no Hito desu aufzunehmen, in dem sie gemeinsam aufgetreten sind. Der Song Senaka Goshi no Chance führte die Oricon-Charts und wurde über 160000 mal verkauft.
Seit Mitte 2018 wird Yamashita's Musik von Sony Music Entertainment Japan vertrieben. Bis Ende 2020 war er darüber hinaus jedoch nach wie vor bei Johnny & Associates unter Vertrag. AM 11. November 2020 hat die Agentur bekanntgegeben, dass Yamashita aus der Organisation ausgetreten ist. Der Musiker und Schauspieler wiederum hat bekannt gegeben, dass er sich auf die Zukunft und internationale Projekte konzentrieren möchte. Bereits 2019 hat er in Spanien und Island als Hauptdarsteller die Thriller-Serie The Head gedreht, die erstmals 2020 ausgestrahlt wurde und in Deutschland seit dem 7. Februar 2021 läuft. 2021 startet der Film The Man from Tokyo, in dem er neben Woody Harrelson und Kevin Hart zu sehen ist.

## Diskografie
- Siehe NEWS

### Studioalben
| Jahr | Titel               | Höchstplatzierung, Gesamtwochen, AuszeichnungChartsChartplatzierungen (Jahr, Titel, Platzierungen, Wochen, Auszeichnungen, Anmerkungen) | Anmerkungen                              |
| Jahr | Titel               | JP | Anmerkungen                              |
| ---- | ------------------- | --- | ---------------------------------------- |
| 2011 | Supergood, Superbad | JP1 Gold · (15 Wo.)JP | Erstveröffentlichung: 26. Januar 2011    |
| 2012 | Ero                 | JP2 Gold · (8 Wo.)JP | Erstveröffentlichung: 25. Juli 2012      |
| 2013 | A Nude              | JP2 Gold · (9 Wo.)JP | Erstveröffentlichung: 11. September 2013 |
| 2014 | You                 | JP1 (6 Wo.)JP | Erstveröffentlichung: 8. Oktober 2014    |
| 2018 | Unleashed           | JP1 Gold · (12 Wo.)JP | Erstveröffentlichung: 28. November 2018  |
| 2023 | Sweet Vision        | JP4 (6 Wo.)JP | Erstveröffentlichung: 19. Juli 2023      |

### EPs
| Jahr | Titel      | Höchstplatzierung, Gesamtwochen, AuszeichnungChartsChartplatzierungen (Jahr, Titel, Platzierungen, Wochen, Auszeichnungen, Anmerkungen) | Anmerkungen                           |
| Jahr | Titel      | JP | Anmerkungen                           |
| ---- | ---------- | --- | ------------------------------------- |
| 2014 | Asobi (遊) | JP2 (4 Wo.)JP | Erstveröffentlichung: 20. August 2014 |

### Kompilationen
| Jahr | Titel  | Höchstplatzierung, Gesamtwochen, AuszeichnungChartsChartplatzierungen (Jahr, Titel, Platzierungen, Wochen, Auszeichnungen, Anmerkungen) | Anmerkungen                           |
| Jahr | Titel  | JP | Anmerkungen                           |
| ---- | ------ | --- | ------------------------------------- |
| 2016 | Yama-P | JP1 (9 Wo.)JP | Erstveröffentlichung: 27. Januar 2016 |

### Singles
| Jahr | Titel Album                                             | Höchstplatzierung, Gesamtwochen, AuszeichnungChartsChartplatzierungen (Jahr, Titel, Album, Platzierungen, Wochen, Auszeichnungen, Anmerkungen) | Anmerkungen                             |
| Jahr | Titel Album                                             | JP | Anmerkungen                             |
| ---- | ------------------------------------------------------- | --- | --------------------------------------- |
| 2006 | Daite Señorita (抱いてセニヨリータ) Supergood, Superbad | JP1 ×2Doppelplatin · (30 Wo.)JP | Erstveröffentlichung: 31. Mai 2006      |
| 2009 | Loveless Supergood, Superbad                            | JP1 Platin · (21 Wo.)JP | Erstveröffentlichung: 18. November 2009 |
| 2010 | One in a Million Supergood, Superbad                    | JP1 Platin · (16 Wo.)JP | Erstveröffentlichung: 28. Juli 2010     |
| 2011 | Hadakanbo (はだかんぼー) Supergood, Superbad            | JP1 Gold · (8 Wo.)JP | Erstveröffentlichung: 19. Januar 2011   |
| 2012 | Love, Texas (愛, テキサス) Ero                          | JP1 Gold · (14 Wo.)JP | Erstveröffentlichung: 29. Februar 2012  |
| 2012 | Love Chase Yama-P                                       | JP2 Gold · (7 Wo.)JP | Erstveröffentlichung: 4. Juli 2012      |
| 2013 | Que Sera Sera (怪・セラ・セラ) A Nude                   | JP2 Gold · (10 Wo.)JP | Erstveröffentlichung: 13. März 2013     |
| 2013 | Summer Nude ’13 Yama-P                                  | JP1 Gold · (12 Wo.)JP | Erstveröffentlichung: 31. Juli 2013     |
| 2019 | Reason / Never Lose –                                   | JP2 (15 Wo.)JP | Erstveröffentlichung: 13. Februar 2019  |
| 2019 | Change –                                                | JP1 Gold · (9 Wo.)JP | Erstveröffentlichung: 19. Juni 2019     |
| 2020 | Nights Cold –                                           | JP1 Gold · (9 Wo.)JP | Erstveröffentlichung: 15. Juli 2020     |
| 2022 | Face To Face –                                          | JP2 (8 Wo.)JP | Erstveröffentlichung: 16. Februar 2022  |
| 2022 | Forever In My Heart –                                   | — | Erstveröffentlichung: 2022              |

## Filmografie
- 1998: Shinrei Safaa no Shi (Child)
- 1998: Shounentachi (Kakuda Shinya)
- 1999: Nekketsu Renaidou (Bloodtype O Boy, Episode 7)
- 1999: P.P.O.I (Amano Taira)
- 1999: Kowai Nichiyoubi (Episode 5)
- 1999: Kowai Nichiyoubi 2 (Episode 13)
- 1999: Kiken na Kankei (Miyabe Satoshi, Episode 10, Final Episode)
- 2000: Ikebukuro West Gate Park (Mizuno Shun)
- 2000: Shijou Saiaku no Deeto (Okamura Yuuki, Episode 1)
- 2000: All Star Chuushingura Matsuri (Asano Takumi)
- 2001: Kabachitare! (Tamura Yuta)
- 2001: Shounen wa Tori ni Natta (Nagashima Ken)
- 2002: Long Love Letter (Otomo Tadashi)
- 2002: Lunch no Joou (Nabeshima Koushirou)
- 2003: Crazy Virgin Road (Hajime)
- 2003: Stand UP!! (Iwasaki Kengo)
- 2003: Budou no Ki (Shindou Yousuke)
- 2004: Sore wa, Totsuzen, Arashi no you ni… (Fukasawa Takuma)
- 2005: Dragon Zakura (Yajima Yuusuke)
- 2005: Nobuta, wo Produce (Kusano Akira)
- 2006: Kurosagi (Kurosaki)
- 2007: Byakkotai (Sakai Mineji and Sakai Shintaro)
- 2007: Proposal Daisakusen (Iwase Ken)
- 2008: Kurosagi (Movie) (Kurosaki)
- 2008: Code Blue:Doctor Heli (Aizawa Kousaku)
- 2009: Buzzer Beat~Gakeppuchi no Hero (Naoki Kamiya)
- 2010: Code Blue 2 (Aizawa Kōsaku)
- 2011: Ashita no Joe (Yabuki Joe)
- 2012: Ending Planer (Ihara Masato)
- 2012: Monsters (Saionji Kousuke)
- 2012: Honto ni Atta Kowai Hanashi (Ishida Akiyoshi)
- 2013: Summer Nude (Mikuriya Asahi)
- 2014: Kinkyorie Ren-ai (Sakurai Haruka)
- 2014: Naze Shojowa Yukai Sa Renakereba Naranakatta no Ka?
- 2014: Kindaichi Kosuke VS Akechi Kogoro Futabi (Kindaichi Kosuke)
- 2015: 5-ji Kara 9-ji Made (Hoshikawa Takane)
- 2015: Algernon ni hanataba wo (Shiratori Sakuto)
- 2016: Terraformars (Muto Jin)
- 2017: Boku, Unmei no Hito Desu (God)
- 2017: Code Blue 3 (Aizawa Kousaku)
- 2018: Code Blue: Der Film (Aizawa Kousaku)
- 2019: In Hand (Himokura Tetsu)
- 2020: The Head (Kobayashi Aki)
- 2022: The Man from Toronto (Man from Tokyo)
- 2022: Alice in Borderland, Staffel 2 (Fernsehserie) (Kyuuma Ginji)
- 2022: Tokyo Vice (Fernsehserie)
- 2023: Drops of God (Apple TV Original Serie)

## Belege
1. ↑  Shōnen Club Premium, 18. Februar 2007
2. 1 2 3 4  Chartquellen: JP
3. 1 2 3 4  Auszeichnungen für Musikverkäufe: JP

| Personendaten    | Personendaten |
| ---------------- | --- |
| NAME             | Yamashita, Tomohisa                                                                                                 |
| ALTERNATIVNAMEN  | Aoki, Tomohisa; 山下 智久 (japanisch); YamaP (Spitzname); 山ピー (Spitzname, japanisch); 山P (Spitzname, japanisch) |
| KURZBESCHREIBUNG | japanischer Sänger und Schauspieler                                                                                 |
| GEBURTSDATUM     | 9. April 1985 |
| GEBURTSORT       | Präfektur Chiba |